# Ermedàs (Garrigás)
Ermedàs es una entidad de población española del municipio de Garrigás, perteneciente a la provincia de Gerona, en la comunidad autónoma de Cataluña.

## Toponimia
El nombre del lugar puede encontrarse mencionado con las grafías Armadas y Ermedàs.

## Historia
A mediados del siglo XIX, la aldea compartía ayuntamiento con Vilajoan. Aparece descrita en el segundo volumen del Diccionario geográfico-estadístico-histórico de España y sus posesiones de Ultramar de Pascual Madoz, en la entrada correspondiente a Armadas y Vilajoan, de la siguiente manera:

(...) está sit. en una altura al pie de la carretera real que va de Barcelona á Francia, en medio de un bosque de olivos y pinos que la ponen al abrigo de los vientos del N.; desde el punto que ocupa, se descubren en direccion del E. y N. las cord. del Pirineo y los llanos del Ampurdan, y por S. y O. las montañas inmediatas á Gerona y Bañolas: (...)
(Madoz, 1845, p. 570)

En 2023 la entidad singular de población de Ermedàs, perteneciente al municipio de Garrigás, tenía empadronados 19 habitantes.

## Patrimonio
En el lugar hay una iglesia bajo la advocación de los Santos Cosme y Damián.